# Домотканов
Домотканов (укр. Домотканів) — часть города Новгород-Северский, бывшее село в Новгород-Северском горсовете Черниговской области Украины.

## История
В 1986 году население села составляло 200 человек.
Решением Верховного Совета Украины № 2426-III от 17.05.2001 года сёла Домотканов и Щуровка были включены в черту города Новгород-Северский без сохранения статуса.

## География
Является северной периферийной частью города Новгород-Северский — на правом берегу реки Десна. Севернее расположено бывшее село Щуровка (часть Новгород-Северского).

## Улицы
8 марта, Гастелло, Коцюбинского, Леси Украинки, Мыхайла Кокты, Олега Мехеда.